# 金浦足球會
金浦足球會，前稱金浦市民足球會，是一支來自南韓京畿道金浦市的職業足球隊，現時參加K2聯賽。

## 歷史

### 金浦市民足球會 (2013–2020)
金浦市民足球會於2013年成立，曾經參加2015年至2019年的K3聯賽，他們連續五個賽季都能晉級K3聯賽附加賽，但從未進入總決賽。

### 金浦足球會 (2021–現在)
為了符合新改組的K3聯賽的成立標準，於2021年1月更名為金浦FC。金浦FC同年參加K3聯賽在常規賽中獲得亞軍，並在附加賽決賽總比分3-2擊敗天安城，奪得他們的第一個K3聯賽冠軍。2021年賽季後，球隊轉為職業隊，並獲准參加2022年賽季K2聯賽。